# Ludwig Gramlich
Ludwig Gramlich (* 28. Januar 1951 in Boxberg (Baden)) ist ein pensionierter deutscher Professor für öffentliches Recht.
Von 1969 bis 1973 studierte Gramlich Rechtswissenschaften und Betriebswirtschaftslehre an der Universität Würzburg, bevor er 1978 zum Thema „Europäische Zentralbank und Art. 24 I GG“ promovierte. 1983 habilitierte er sich für deutsches und ausländisches öffentliches Recht, Völkerrecht und Europarecht mit dem Thema „Rechtsgestalt, Regelungstypen und Rechtsschutz bei grenzüberschreitenden Investitionen“.
Gramlich hatte von 1992 bis zu seiner Pensionierung 2016 an der Technischen Universität Chemnitz den Lehrstuhl für Öffentliches Recht und Öffentliches Wirtschaftsrecht (Jura I) der Fakultät für Wirtschaftswissenschaften inne und ist darüber hinaus seit 1997 Lehrbeauftragter an der Juristenfakultät der Universität Leipzig; in den 1990er Jahren lehrte er auch längere Zeit an der Bergakademie Freiberg.
Gramlich ist in diversen wissenschaftlichen Gremien tätig, etwa im Wissenschaftlichen Beirat des Wissenschaftlichen Instituts für Infrastruktur und Kommunikationsdienste (WIK), Bad Honnef. Ab 1995 war er Mitglied der Forschungskommission für Regulierung und Wettbewerb beim Bundesministerium für Post und Telekommunikation, seit 1998 ist er Mitglied des Wissenschaftlichen Arbeitskreises für Regulierungsfragen der Bundesnetzagentur.
Gramlich hat sich vor allem im Bereich der Post- und Telekommunikationsregulierung einen Namen gemacht, aber auch zum Bank- und Währungsrecht sowie zu datenschutzrechtlichen Fragestellungen publiziert. Zusammen mit Mitarbeitern des Lehrstuhls hat er Einführungen zum „Internationalen Wirtschaftsrecht“ (2004) und zum „Öffentlichen Wirtschaftsrecht“ (2007) beim Springer-Verlag veröffentlicht.
Im September 2019 gehörte er zu den etwa 100 Staatsrechtslehrern, die sich mit dem offenen Aufruf zum Wahlrecht „Verkleinert den Bundestag!“ an den Deutschen Bundestag wandten.